# Yasso
Yasso är en ort i Burkina Faso.   Den ligger i provinsen Province de la Kossi och regionen Boucle du Mouhoun, i den västra delen av landet, 270 km väster om huvudstaden Ouagadougou. Yasso ligger 295 meter över havet och antalet invånare är 4 191.
Terrängen runt Yasso är platt, och sluttar österut. Närmaste större samhälle är Daboura, 18,4 km sydost om Yasso.
Omgivningarna runt Yasso är en mosaik av jordbruksmark och naturlig växtlighet. Runt Yasso är det ganska tätbefolkat, med 65 invånare per kvadratkilometer.